# La profezia del re
La profezia del re (Die Dunkle Zeit 1 – Schatten über Ulldart) è il primo romanzo della saga fantasy Le Cronache di Ulldart di Markus Heitz, scritto nel 2002 e tradotto in Italia nel 2011.

## Trama
La storia si svolge nel continente di Ulldart, nel quale regna la pace, dopo un periodo in cui il dio Tzulan il Temibilissimo aveva portato la devastazione.
La pace è minacciata da una profezia. In uno sperduto monastero del continente il monaco Caradc ha una visione, che per lui sarà fatale. Il monaco Matuc, unico presente, comprende solo: “Tadc...uccidere...Epoca Buia”. Le parole annuncerebbero l'imminente ritorno dell'Epoca Buia indicando il principe, "tadc" Lodrik, come unico salvatore. Sul principe però aleggerebbe l'ombra di un assassinio. I monaci avvertono il sovrano di Tarpol Grengor Bardric, padre del principe.
Il principe Lodrik non sembra essere all'altezza della situazione. È un giovane grasso, viziato e incapace, dedito più ai piaceri culinari che non alla dura disciplina militare. È per questo motivo che il sovrano Grengor decide di inviarlo nell'inospitale provincia di Granburg affidandogli la carica di governatore.
Alla missione, oltre a Lodrik, partecipano anche il consigliere Stoiko e il comandante Waljakov. Lodrik sarà presentato sotto il falso nome di harac Vasja.
Parallelamente vengono narrate le vicende del pirata Torben Rudgass, che lo legheranno al destino dell'intero continente e a Lodrik stesso. Il pirata, comandante della nave Grazie, attacca una nave mercantile, la Lieto saluto, la quale si rivela una nave da guerra. Lo scontro vede la totale disfatta della Grazie, la fine del suo equipaggio e la cattura del capitano Torben. Ad insaputa di tutti, c'è un altro sopravvissuto: il “passeggero misterioso” imbarcato sulla Grazie, che tenta di uccidere Torben, ma senza successo. In uno di questi tentativi Torben scopre che il “passeggero misterioso” è in realtà un sicario, il cui prossimo obbiettivo è un certo harac Vasja. Torben decide di vendicarsi ostacolando il progetto del sicario salvando la vita dell'harac Vasja.
Intanto Lodrik guadagna la fiducia del popolo e si difende dalle minacce dell'ex governatore Jukolenko e dei suoi alleati. A questo pericolo si aggiunge la minaccia del sicario, annunciata dall'arrivo di Torben, che però riesce a salvare Lodrik.
Lodrik si innamora di Norina, figlia di Miklanowo, l'unico nobile non fedele a Jukolenko.
Intanto, anni dopo la visione di Caradc, il consiglio superiore dei monaci si raduna formulando una nuova interpretazione della profezia: Lodrik è colui che riporterà l'Epoca Buia. Per questo motivo il monaco Matuc riceve l'incarico di uccidere Lodrik.
Durante una visita di Lodrik a Miklanowo, accade un evento strano: mostruose creature, i modrak, svegliano Lodrik nel sonno, comunicandogli che lui è il loro signore e donandogli una pietra che gli avrebbe permesso di richiamarli. Ma lui dona la pietra a Norina.
Un giorno arriva una lettera che richiama a Tarpol il giovane Lodrik. Il motivo del richiamo non è per gli ottimi risultati ottenuti, ma per la morte del padre, il sovrano Grengor Bardric.

## Personaggi
- Lodrik: è l'erede al trono di Tarpol. È un ragazzo grasso, viziato e per nulla interessato all'arte militare, con la quale dimostra di non avere grande dimestichezza. Tuttavia, nel corso della narrazione, riesce a maturare e a diventare un uomo responsabile e un buon governatore.
- Stoiko: è il consigliere ed educatore del principe. Uomo astuto che grazie alla sua eloquenza riesce più volte a salvare Lodrik da situazioni imbarazzanti.
- Waljakov: è la guardia del corpo e maestro d'armi di Lodrik. È un uomo tenebroso e riservato che tuttavia si dimostrerà per il principe un ottimo amico e confidente. Originariamente apparteneva alla stirpe del Popolo Oscuro, seguace del dio Tzulan, ma dopo essersi pentito entra a far parte dell'esercito di Tarpol.
- Grengor Bardric: è il padre di Lodrik e sovrano del regno di Tarpol. È un uomo anziano, severo ed inflessibile, conosciuto soprattutto per le sue doti militari. Considera il proprio figlio un incapace; decide perciò di affidargli l'incarico di governatore nella speranza che diventi un uomo più responsabile.
- Norina: è la ragazza di cui Lodrik si innamora. Dimostra, in più occasioni, di saper essere ironica e pungente e di avere un carattere determinato e ribelle.
- Jukolenko: è l'ex governatore della provincia di Granburg. È un uomo cinico e crudele il cui unico interesse è il potere. Per raggiungere il suo scopo è pronto a tutto: stringe alleanze segrete con i grandi proprietari terrieri a discapito del popolo che vive nella povertà.
- Torben Rudgass: è un giovane pirata. Dopo la perdita della sua nave e dopo essere stato quasi ucciso da un sicario, il cui vero intento era di uccidere Lodrik, decide di vendicarsi salvando la vita a Lodrik.
- Miklanowo: è l'unico nobile non fedele a Jukolenko e padre di Norina.
- Caradc: è il monaco che ha predetto il ritorno all'Epoca Buia.
- Matuc: è il monaco che ha assistito alla visione di Caradc e che è stato incaricato dall'ordine superiore dei monaci di uccidere il principe Lodrik.

## Ambientazione
Il romanzo è ambientato nel fantastico mondo di Ulldart. La descrizione del paesaggio rimanda al tipico scenario medievale. Il narratore, infatti, racconta di folte e oscure foreste e di misteriosi castelli abitati da uomini e creature fantastiche, mentre l'uso della magia è riservato solamente a uomini particolari, i cereliani, resi deformi dalla magia stessa. Gli abitanti si dimostrano profondamente legati alla religione: venerano il loro dio Ulldrael il Giusto mentre temono Tzulan il Temibilissimo, che rappresenta la minaccia del male.

## Riconoscimenti
Grazie al romanzo La profezia del re, l'autore, Markus Heitz, ha vinto, nel 2003, il premio tedesco Phantastik per il miglior romanzo d'esordio.

## Edizioni
- Markus Heitz, La profezia del re, Editrice Nord, 2011,  p. 416, ISBN 978-88-429-1674-1.